# Saint-Loup-Hors
Saint-Loup-Hors és un municipi francès situat al departament de Calvados i a la regió de Normandia. L'any 2007 tenia 287 habitants.

## Demografia

### Població
El 2007 la població de fet de Saint-Loup-Hors era de 287 persones. Hi havia 100 famílies de les quals 16 eren unipersonals (4 homes vivint sols i 12 dones vivint soles), 40 parelles sense fills, 40 parelles amb fills i 4 famílies monoparentals amb fills.
La població ha evolucionat segons el següent gràfic:
Habitants censats

### Habitatges
El 2007 hi havia 112 habitatges, 105 eren l'habitatge principal de la família, 3 eren segones residències i 4 estaven desocupats. 108 eren cases i 4 eren apartaments. Dels 105 habitatges principals, 92 estaven ocupats pels seus propietaris, 10 estaven llogats i ocupats pels llogaters i 3 estaven cedits a títol gratuït; 5 tenien dues cambres, 11 en tenien tres, 19 en tenien quatre i 70 en tenien cinc o més. 92 habitatges disposaven pel capbaix d'una plaça de pàrquing. A 43 habitatges hi havia un automòbil i a 56 n'hi havia dos o més.

### Piràmide de població
La piràmide de població per edats i sexe el 2009 era:
| Homes | Edats   | Dones |
| ----- | ------- | ----- |
| 0     | 95 o +  | 0     |
| 0     | 90 a 94 | 0     |
| 0     | 85 a 89 | 4     |
| 0     | 80 a 84 | 8     |
| 0     | 75 a 79 | 4     |
| 4     | 70 a 74 | 4     |
| 8     | 65 a 69 | 4     |
| 16    | 60 a 64 | 20    |
| 4     | 55 a 59 | 8     |
| 12    | 50 a 54 | 8     |
| 16    | 45 a 49 | 28    |
| 4     | 40 a 44 | 4     |
| 8     | 35 a 39 | 8     |
| 8     | 30 a 34 | 8     |
| 0     | 25 a 29 | 12    |
| 0     | 20 a 24 | 12    |
| 16    | 15 a 19 | 8     |
| 0     | 10 a 14 | 4     |
| 16    | 5 a 9   | 0     |
| 0     | 0 a 4   | 16    |

## Economia
El 2007 la població en edat de treballar era de 188 persones, 125 eren actives i 63 eren inactives. De les 125 persones actives 119 estaven ocupades (68 homes i 51 dones) i 6 estaven aturades (5 homes i 1 dona). De les 63 persones inactives 26 estaven jubilades, 14 estaven estudiant i 23 estaven classificades com a «altres inactius».

### Ingressos
El 2009 a Saint-Loup-Hors hi havia 103 unitats fiscals que integraven 262 persones, la mediana anual d'ingressos fiscals per persona era de 20.156 €.

### Activitats econòmiques
Dels 19 establiments que hi havia el 2007, 1 era d'una empresa de fabricació d'altres productes industrials, 3 d'empreses de construcció, 2 d'empreses de comerç i reparació d'automòbils, 1 d'una empresa d'hostatgeria i restauració, 1 d'una empresa d'informació i comunicació, 1 d'una empresa immobiliària, 7 d'empreses de serveis, 1 d'una entitat de l'administració pública i 2 d'empreses classificades com a «altres activitats de serveis».
Dels 4 establiments de servei als particulars que hi havia el 2009, 1 era un taller de reparació d'automòbils i de material agrícola, 1 fusteria i 2 lampisteries.
L'únic establiment comercial que hi havia el 2009 era una floristeria.
L'any 2000 a Saint-Loup-Hors hi havia 3 explotacions agrícoles.

## Equipaments sanitaris i escolars
L'únic equipament sanitari que hi havia el 2009 era una ambulància.

## Poblacions més properes
El següent diagrama mostra les poblacions més properes.